# Ajuga turkestanica
Ajuga turkestanica là một loài thực vật có hoa trong họ Hoa môi. Loài này được (Regel) Briq. mô tả khoa học đầu tiên năm 1894.